# Ladizalm
Die Ladizalm ist eine Alm im Karwendel. Sie liegt südöstlich oberhalb des Talschlusses des Johannestals. 
Die Alm wird beim Normalweg zur Falkenhütte per Mountainbike oder zu Fuß passiert.

## Wanderziele
- Von der Eng (Mautstraße) über den Hüttenweg und das Hohljoch (1794 m ü. A.)
- Vom Rißtal (Mautstraße) durch das Laliderer Tal und über den Lalidersalm-Niederleger (1526 m ü. A.)
- Mahnkopf (2094 m ü. A.)